# Баизо
Баи́зо (итал. Baiso) —  коммуна в Италии, в провинции Реджо-нель-Эмилия области Эмилия-Романья.
Население составляет 3259 человек (на 2001 г.), плотность населения составляет 43,3 чел./км². Занимает площадь 75,27 км². Почтовый индекс — 42031. Телефонный код — 0522.
Покровителем коммуны почитается святой Лаврентий, празднование 10 августа.